# Wanderley Dantas
Francisco Wanderley Dantas (Porto Acre, 22 de outubro de 1932 – Brasília, 24 de maio de 1982) foi um professor e político brasileiro que governou o Acre entre 1971 e 1975.

## Dados biográficos
Filho do coronel e seringueiro Sebastião Gomes Dantas e Maria Cândida Wanderley Dantas. Seu pai lutou ao lado de Plácido de Castro na Revolução Acriana que culminou na anexação da República do Acre ao Brasil por meio do Tratado de Petrópolis em 1903, sendo a nova terra elevada ao patamar território federal em 25 de fevereiro de 1904. Formado em Filosofia, Ciências e Letras, foi graduado também em Geografia e História pela Universidade Federal do Rio de Janeiro. Assistente da direção-geral do Departamento Nacional de Educação, colaborou com o Plano Nacional de Erradicação do Analfabetismo (1957-1962) e foi assistente técnico do Sistema de Rádio Educativa Nacional (SIRENA) em 1959. Funcionário do Ministério da Educação, atuou como representante deste junto aos estados.
Com a elevação do Acre a estado, foi eleito suplente de deputado federal pelo PSD em 1962, exerceu o mandato sob convocação até ser efetivado em lugar de Valério Magalhães em 27 de novembro de 1964. Integrado à ARENA, foi reeleito deputado federal em 1966 e escolhido governador do Acre em 1970 pelo presidente Emílio Garrastazu Médici. Em 1978 candidatou-se a senador numa sublegenda da ARENA, mas como terminou o pleito em segundo lugar na chapa, foi realocado como primeiro suplente do senador Jorge Kalume, a quem acompanhou em sua filiação ao PDS. Faleceu vítima de embolia pulmonar.